# Gottfried Heinsius
Pour les articles homonymes, voir Heinsius.
Gottfried Heinsius, né le 27 avril 1709 à Naumburg (duché de Saxe-Zeitz)  et mort le 21 mai 1769 à Leipzig, est un mathématicien, géographe et astronome allemand. 

## Biographie
Gottfried Heinsius étudie à l'université de Leipzig où il soutient en 1733 une thèse sur De viribus motricibus. Dès 1736, il est appelé à l'académie des sciences de Saint-Pétersbourg. Il y travaille à l'observatoire de cette ville, où il collabore avec Joseph-Nicolas Delisle et avec Leonhard Euler. 
Rentré en Allemagne, il devient professeur de mathématiques à l'université de Leipzig. En 1759, il est l'un des premiers à publier une annonce du retour de la comète de Halley.

## Récompenses et distinctions
- Le cratère Heinsius (en) sur la Lune est nommé en son honneur.